# Alopecosa kasakhstanica
Alopecosa kasakhstanica là một loài nhện trong họ Lycosidae.
Loài này thuộc chi Alopecosa. Alopecosa kasakhstanica được Savelyeva miêu tả năm 1972.